# Geelkeelnicator
De geelkeelnicator (Nicator vireo) is een zangvogel uit de familie Nicatoridae.

## Verspreiding en leefgebied
Deze soort komt voor van zuidelijk Kameroen tot noordoostelijk Congo-Kinshasa en noordelijk Angola.

## Status
De grootte van de populatie is niet gekwantificeerd maar de soort wordt omschreven als schaars tot algemeen. Op de Rode lijst van de IUCN heeft deze soort de status niet bedreigd.